# Figari
Figari ist eine französische Gemeinde mit 1742 Einwohnern (Stand 1. Januar 2022) im Arrondissement Sartène im Département Corse-du-Sud innerhalb der Region Korsika.
Die Ortschaft verfügt im Westen des Gemeindegebiets auch über einen Flughafen (Flughafen Figari, IATA-Code FSC).

## Bevölkerungsentwicklung
| Jahr                       | 1962 | 1968 | 1975 | 1982 | 1990 | 1999 | 2006 | 2016 |
| Einwohner                  | 690  | 701  | 834  | 1022 | 914  | 1005 | 1117 | 1438 |
| Quellen: Cassini und INSEE |      |      |      |      |      |      |      |      |

## Weinbau
Das Weinbaugebiet um Figari gehört zur regionalen Appellation Vin de Corse. Seit dem 2. April 1976 (das Dekret wurde letztmals am 25. März 1991 überarbeitet) verfügt das Gebiet über den Status einer Appellation d’Origine Contrôlée (kurz AOC). Das Weinbaugebiet Figari ist eine Subzone, in der die Appellations-Bestimmungen etwas strenger reglementiert wurden. Die Zone umfasst die Gemeinden Figari, Monacia-d’Aullène und Pianottoli-Caldarello.
Das Gebiet stellt eine der südlichsten Weinregionen Frankreichs dar. Noch etwas südlicher liegt das Weinbaugebiet Porto-Vecchio, da dieses die Südspitze Korsikas mit den Weinbergen von Bonifacio einschließt. Die Weinanbaugebiete um Figari wurden seit den frühen 1970er Jahren von etwa 750 ha auf etwa 100 ha verkleinert. Sie werden fast ausschließlich von einer Winzergenossenschaft bearbeitet. Die hier produzierten Weine sind, ähnlich wie in ganz Korsika, hauptsächlich Rotweine (60 Prozent), Rosé-Weine (30 Prozent) und nur zu 10 Prozent Weißweine.
Hauptsächlich in der Gegend von Figari autochthone Sorten sind der Weißwein Carcajolo Blanc und der Rotwein Carcajolo Noir. Zu den bekannteren Weinen aus der Region Figari gehört der L'omu di Cagna der Weinbaugenossenschaft.

## Sehenswürdigkeiten
Im Weiler Montilati, nördlich von Figari gelegen, steht die romanische Kapelle San Quilico.